# Rolandia coralloides
Rolandia coralloides is een zachte koraalsoort uit de familie Clavulariidae. De koraalsoort komt uit het geslacht Rolandia. Rolandia coralloides werd in 1900 voor het eerst wetenschappelijk beschreven door de Lacaze Duthiers. 